# Hamlet (pel·lícula de 2000)
Hamlet és una pel·lícula estatunidenca de 2000 dirigida per Michael Almereyda i interpretada per Ethan Hawke, basada en l'obra de teatre de William Shakespeare.

## Repartiment
- Ethan Hawke: Hamlet
- Kyle MacLachlan: Claudius
- Diane Venora: Gertrude
- Sam Shepard: fantasma del pare de Hamlet
- Bill Murray: Polonius
- Liev Schreiber: Laertes
- Julia Stiles: Ophelia
- Jeffrey Wright: enterrador
- Paul Bartel: Osric
- Casey Affleck: Fortinbras
- Steve Zahn: Rosencrantz
- Dechen Thurman: Guildenstern
- Karl Geary: Horatio
- Paula Malcomson: Marcella
- Rome Neal: Barnardo

## Rebuda de la crítica
Les ressenyes d'aquesta pel·lícula estan dividides. El portal Metacritic assigna a la pel·lícula una ràtio de 70/100, basat en 32 comentaris de crítics. Segons Rotten Tomatoes, un 56% dels crítics donaven ressenyes positives basades en 82 ressenyes, mentre un 67% dels crítics essencials (considerats com "Top Crítics") li donava crítiques positives. Elvis Mitchell de The New York Times el definia com un "film vital i bruscament intel·ligent" mentre el The Washington Post considera que és una "enigmàtica distracció."
La reacció a l'actuació de Hawke en el paper de títol també és diversa. El "Los Angeles Times " el descriu com un " magnífic Príncep de Dinamarca - jove, sensible, vehement però amb una gestió madura de la natura humana" La revista New York pensa que l'actuació de Hawke és només "regular."

## Premis i nominacions
La pel·lícula va obtenir el premi al reconeixement especial que atorga la National Board of Review. També va estar nominada per:
- Lleopard d'Or al Festival Internacional de Cinema de Locarno (Suïssa), per Michael Almereyda
- Independent Spirit a la millor fotografia, per John de Borman